# 라구사 공화국
라구사 공화국(라틴어: Respublica Ragusina)은 현재 크로아티아의 역사적 지역인 달마티아에 14세기부터 1808년까지 이어졌던 작은 공화국이다. 수도 라구사는 오늘날 크로아티아의 두브로브니크에 해당한다. 15, 16세기에는 해상무역으로 번영을 누렸으나 나폴레옹의 정복 활동으로 1808년에 멸망하였다. 총 인구는 3만명 가량이었으며, 그중 약 5000명이 라구사 시를 둘러싼 방벽 안에 살았다.

## 명칭
본래는 Communitas Ragusina (라틴어: 라구사 공동체)라고 불렸으나, 14세기경에 Respublica Ragusina (라구사 공화국)이라고 다시 이름이 붙었으며, 1385년에 처음으로 언급되었다.

## 영역
라구사 공화국은 달마티아 남부의 작은 지역을 지배했다. 네움에서 프레블라카 반도로 이어지는 본토 해안 지역과 더불어 펠레샤츠반도, 라스토보섬, 믈레트섬, 추가적으로 콜로체프섬, 로푸드섬, 시판섬 같은 소규모의 군도들로 이루어진 최종적인 국경이 1426년에 형성되었다.
15세기 라구사 공화국은 또한 8년 간 코르출라섬, 브라치섬, 흐바르섬들을 차지했었다. 하지만 그들은 베네치아가 특권을 제공하겠다고 약속하여 이에 동조한 이 지역의 귀족들의 저항으로 포기하고 만다.
16세기 라구사의 행정구역은 라구사 시(두브로브니크)와 자치 지역(코나블레, 주파 두브로바치카-브레노, 슬라노, 스톤, 라스토보섬, 믈레트섬, 시판섬, 로푸드섬, 콜로체프섬), 대의회에서 지정한 지방 총독들이 다스리는 식민지(차브타트, 오레비치, 야니나)등이 있다. 라스토보와 믈레트는 자신들만의 법령을 지녔던 반-자치 도시들이였다.

## 역사적 배경

### 라구사의 기원
비잔티움 제국의 황제 콘스탄티누스 7세의 제국 행정(De Administrando Imperio)에 따르면, 615년 경에 아바르족과 슬라브인들에 의해 로마의 도시 에피다우름(오늘날의 차브타트)이 파괴되자, 그곳의 거주민들이 대략 7세기에 라구사를 세웠다고 한다. 이 침략에서 살아남은 생존자 일부가 북쪽으로 25Km 정도를 올라가 해안 근처의 섬에 정착하였고, 그 도시는 곧 라우사가 되었다. 그것이 슬라브인들의 관심을 끌었고, 두 차례의 공격을 통해 656년에 에피다우름을 완전히 파괴시키는 결과를 불러일으켰다. 크로아티아인들과 세르비아인들이 포함된 슬라브인들이 7세기에 이곳 해안에 정착했다.

## 같이 보기
- 두브로브니크
- 유명 라구사 인물
- 두브로브니크 성벽
- 에프타니소스 공화국
- 폴리차 공화국